# 人類－動物哺乳

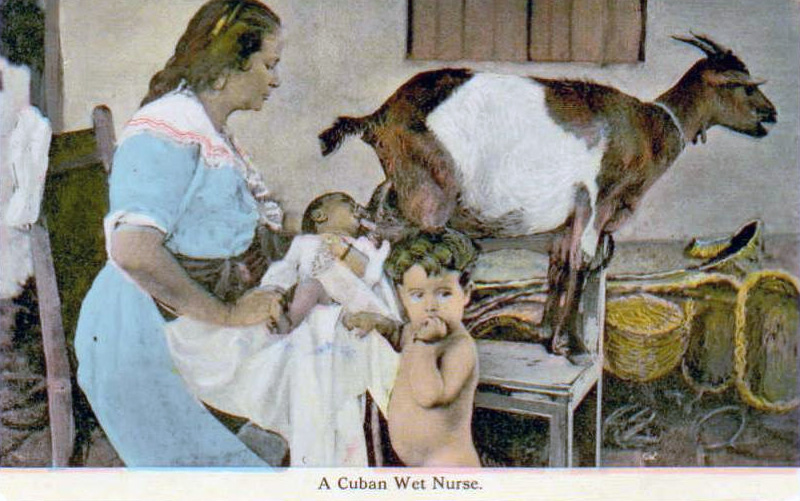
一名古巴妇女讓山羊给婴儿哺乳，1903年

人類－動物哺乳是指人類和其他哺乳動物互相給對方的幼崽哺乳。妇女有时用自己的母乳喂养幼小的动物；而动物则给婴儿和儿童哺乳，此時的动物成為婴儿的乳母。18世纪和19世纪的欧洲，弃婴医院就讓山羊和驴給弃婴哺乳。